# Tom Finney
Sir Tom Finney CBE (Preston, 1922. április 5. – 2014. február 14.) angol válogatott labdarúgó, csatár.

## Pályafutása

### Klubcsapatban
1946 és 1960 a Preston North End labdarúgója volt. Két bajnoki ezüst- és egy bronzérmet szerzett a csapattal. 1954-ben tagja volt az angol kupa döntőbe jutott együttesnek. 1954-ben és 1957-ben is elnyerte az FWA az év labdarúgója elismerést.

### A válogatottban
1946 és 1958 között 76 alkalommal szerepelt az angol válogatottban és 30 gólt szerzett. 1950 és 1958 között három világbajnokságon vett részt.

## Sikerei, díjai
Preston North End
- Angol bajnokság (First Division)
  - 2.: 1952–53, 1957–58
  - 3.: 1956–57
- Angol bajnokság (Second Division)
  - bajnok: 1950–51
- Angol kupa (FA Cup)
  - döntős: 1954
- FWA az év labdarúgója: 1954, 1957